# Nível topográfico

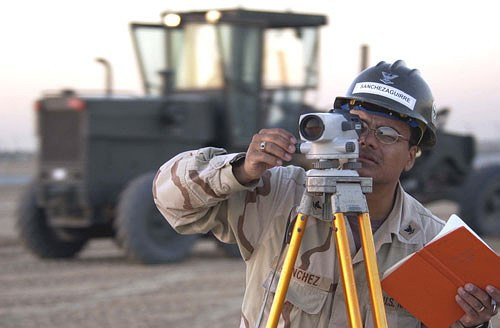
Nível topográfico

O nível topográfico, também chamado nível óptico, é um instrumento que tem a finalidade de medição de desníveis entre pontos que estão a distintas alturas ou trasladar a cota de um ponto conhecido a outro desconhecido. Ele se usa junto com uma baliza.

## Descrição
O nível topográfico é normalmente montado em um tripé, podendo girar livremente 360° em um plano horizontal. O agrimensor realiza ajustes grosseiros nas pernas do tripé e ajustes precisos usando três parafusos de nivelamento de precisão no instrumento para tornar o plano de rotação horizontal. O agrimensor faz isso usando um nível de alvo tipo bolha embutido no suporte do nível topográfico.

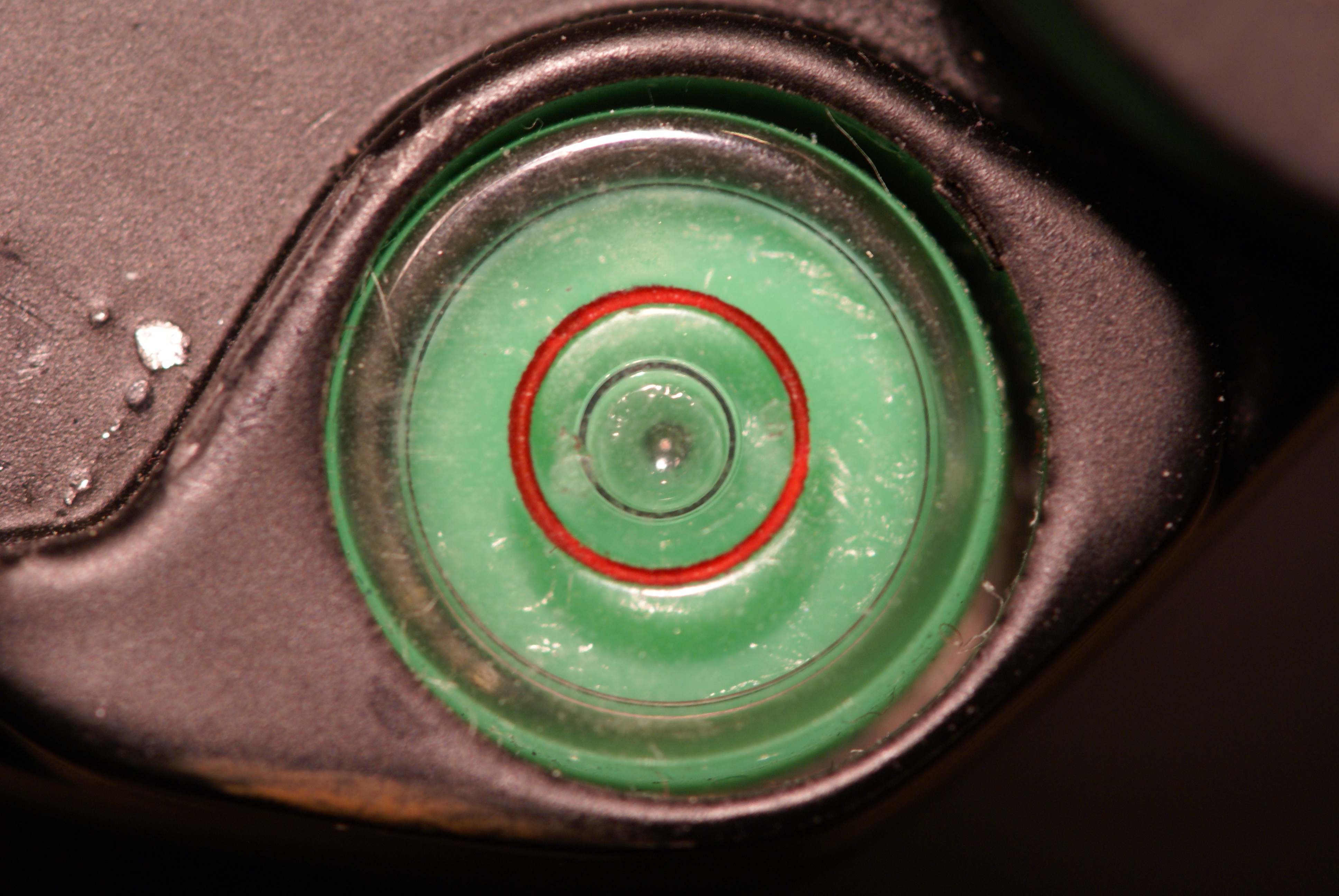
Um nível de bolha indica o nivelamento correto do equipamento

O agrimensor observa pelo telescópio enquanto um assistente segura uma régua de nível vertical graduada centímetros ou polegadas. A régua de nível é colocada com o pé no ponto para o qual a medição de nível é necessária. O telescópio ajustado e focado até que a mira de nível fique totalmente visível.